# Социальная структура Великого княжества Литовского

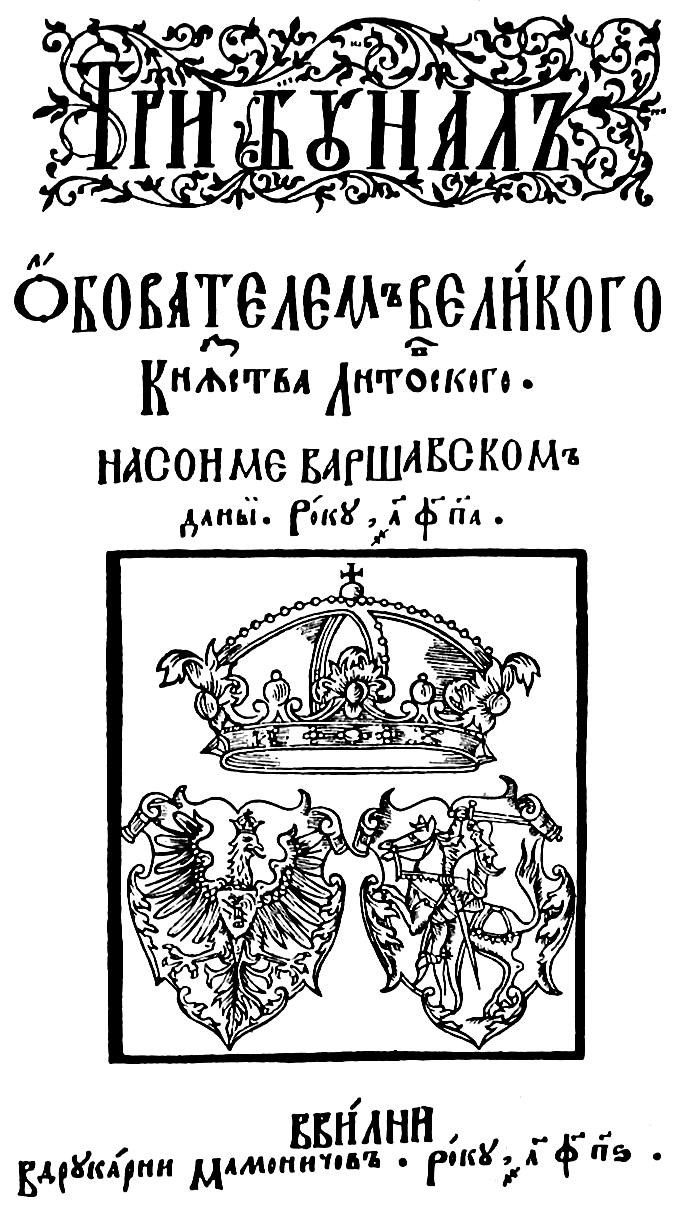
Трибунал ВКЛ. Вильна: Типография братьев Мамоничей, 1586

Социальная структура Великого княжества Литовского — структура общественных отношений в Великом княжестве Литовском, по мере развития закреплявшаяся правовыми актами. Развитие социальной и правовой структуры Великого княжества Литовского связано с развитием феодальных отношений, постепенным закрепощением крестьян, развитием городов и становлением шляхетского сословия (боярства).

## Экономические отношения

### Крепостное право
До XV века крепостного права в Великом княжестве Литовском не существовало. Земским привилеем 1447 года великий князь Казимир IV запретил переход крестьян с частных земель на казённые. Тогда же начал постепенно развиваться и вотчинный суд помещика, к концу XV — началу XVI веков он стал принадлежностью землевладения.

### Господарское хозяйство
В большинстве поветов, которыми управляли наместники-державцы, велось господарское хозяйство, то есть земли и различные угодья эксплуатировались на великого князя. Порядок этот был особенно развит в собственно Литве, где проживал великий князь. В других областях господарское хозяйство было распространено слабее вследствие трудности надзора и контроля над ним. Этим хозяйством заведовали наместники-державцы. Рабочую силу в господарских имениях образовывали невольная челядь (паробки и женки) и тяглые люди, называвшиеся в Полоцке пригонными. Признаком тяглой службы, по мнению М. К. Любавского, служил барщинный труд, а не уплата особой подати сверх службы (дякла), как думал С. А. Бершадский. В разгар работ на помощь призывались и нетяглые разряды крестьян, а также мещане.
Отдельные отрасли хозяйства велись особыми разрядами крестьян: бортниками, бобровниками, псарцами, сокольниками и прочими. 
Ремесленный труд лежал на «ремесных людях» (ковали, клепачи, санники), положение которых было выше тяглых людей. От последних отличаются ещё данники, платившие дань грошовую, куничью, бобровую, а также господарские слуги разных наименований, набиравшиеся из зажиточного крестьянства и владевшие иногда челядью и крестьянами, путные слуги, разъезжавшие по разным поручениям, панцирные, щитные, доспешные и конные. Предметами обложения барщиной, податью или военной службой в литовско-русском государстве служили пахотные земли, сенокосы, различные угодья, «ухожаи», «входы», «вступы», в общественных, господарских или частновладельческих лесах, реках и озёрах. В одних местах эти земельные единицы называются «землями», в других — «дворищами», «сельцами», «селищами», «жеребьями»; они не были одинаковы и часто находились в общем владении семей и родов, которые и несли сообща службу великому государю или пану. Рода в таком случае принимали «потужников», которые, пользуясь известной частью земли, несли вместе с ними и определённые повинности; но потужники становились владельцами-собственниками только тогда, когда их присаживало к крестьянам правительство или когда они приобретали в собственность долю («след») у кого-нибудь из «отчичей». Если они приобретали право общего пользования в известной доле, то становились сябрами. Село владело иногда сообща некоторыми землями и угодьями (общественные пашни, сеножати и пр.). Общественными землями владели и целые волости; с них несли они сообща и повинности. 
Стремление правительства перенести повинность с волости на отдельную личность повело, по мнению М. К. Любавского, к прикреплению крестьянина, хотя прикрепление это на первых порах не было безусловным; оно требовалось постольку, поскольку гарантировало исправность отправления лежавшей на земле службы. Обедневшие крестьяне могли покидать свои участки земли и переходить «кормиться» или же «присаживаться» к другим; правительство редко возвращало их на старые места. Землевладельческие права крестьян имели силу только по отношению к другим крестьянам или лицам других сословий, господарь же мог отбирать крестьянские земли когда хотел. М. К. Любавский не соглашается с мнением Ф. И. Леонтовича, что задолженность крестьянства способствовала прикреплению его, в силу давности, а также с мнением М. Ф. Владимирского-Буданова о сильном влиянии немецкого права на повсеместное прикрепление крестьянства в Литве. Для управления княжеским хозяйством по волостям, для суда и управы и для сбора княжеских доходов назначались в основном тивуны, заменённые потом наместниками-державцами. Учёт им производили посылаемые два раза в год писари, общий же учёт писарям и наместникам-державцам производили воеводы троцкий и виленский вместе с подскарбием земским и маршалком дворным. При наместниках-державцах тивуны заняли место их помощников и назначались обыкновенно из дворной челяди или же из крестьян лучших служеб. Ближайшее заведование крестьянскими работами и повинностями лежало на собственно крестьянских властях. Последние не избирались крестьянами, а только рекомендовались господарю или его урядникам, хотя и служили представителями крестьян.

### Крестьянское хозяйство
Крестьянские власти в разных местах носили разные названия. В земле Жмудской и собственной Литве они называются «приставами волостными и посольскими», а то просто «десятниками»; в Чёрной Руси они известны под именем «сотников» — ведавших крестьян всего повета; «сорочников» — ведавших крестьян отдельных волостей, «десятников» — ведавших подразделения волостей, «десятки». В Подляшье крестьянскими властями по немецкому образцу были войты. Сотники и десятники существовали также в землях Киевской и Чернигово-Северской; в первой были и атаманы. Крестьянские власти за отправление своей должности получали различные доходы, а лицам, их назначавшими, платили особое «челобитье». Самыми распространёнными из крестьянских повинностей были дякло, взимавшееся натурой — рожью, овсом, сеном, курами, яйцами и пр., мезлева — платившаяся скотом, дань медовая, куничья, белочья, поборы солью, рыбою, углём и пр. Все эти подати взимались обыкновенно с каждого участка, с которого шла служба государю. Были, затем, подати деньгами или натурой с оброчных статей (за право ловить рыбу и пр.) и на военные нужды (подымщина, воловщина, поголовщина, посощина). Серебщина, взимавшаяся с сох воловых и конских, сначала была постоянной и шла в некоторых областях на дань татарам; с общеземского привилея 1457 г. она стала временной, и количество её каждый раз определялось особым «уставом». Крестьяне частновладельческих имений обязаны были ещё давать «стации» и подводы господарю, его послам и гонцам. На обязанности наместников-державцев лежал первоначально и сбор податей с мещан; но когда с введением в некоторых частях государства магдебургсского права появились особые мещанские учреждения, за наместниками-державцами остался лишь сбор податей с мещан, не пользовавшихся немецким правом. Наместники-державцы заведовали и постройкой укреплений (помощниками их в этом отношении были городничие), и организацией «польной» и «замковой» сторожи, которую несли как мещане, так и крестьяне частновладельческие и господарские. На войну вместе с крестьянами выходили под предводительством наместника-державца и мещане.

## Боярство, шляхетское сословие
Высший разряд военнослужилых людей повета образовали бояре и земяне. Боярство было довольно сложным явлением. В состав его входило боярство удельных русских областей, затем особая группа военнослужилых людей, образовавшаяся в среде боярства и соответствовавшая московским «детям боярским», и, наконец, те из простонародья, которых великий и удельные князья переводили с крестьянской на боярскую, то есть военную службу. В. Б. Антонович («Монография», I, 249-50) ставит земян выше бояр, считая последних классом, переходным к мещанству и крестьянству; но М. К. Любавский видит в этих названиях только географическое различие и доказывает, что ко времени статута 1529 г. земяне от бояр первых двух разрядов не отличаются, а в статуте 1529 г. название «боярин» совершенно вытеснено названием «земянин» («обл. деление Л. госуд.», 534—544). Название бояр осталось с тех пор, по-видимому, только за третьим разрядом боярства.
Все землевладельцы, обязанные службой, несли её лично с известным числом слуг сообразно размерам имений. С земель, находившихся в общем владении родов, семей или сябров, военная служба отбывалась сообща. Она была обязательна со всякого рода имений: отчин, дедин, прадедин, купленных, пожалованных на разных условиях великим князем. Отчиною называлось имение, перешедшее по наследству от отца к сыну; если наследство шло от деда или прадеда, то называлось дединою, прадединою. Сначала великие князья считали боярские отчины своими и нередко отбирали, жалуя их князьям и панам; боярам оставалось, таким образом, покинуть свои земли или же служить новым панам.
Обязанность бояр нести с земли военную службу ограничивала их право собственности на землю: они не могли отчуждать её без разрешения господаря или его урядников; право наследования жены было ограничено, установлен особый порядок наследования сыновей и дочерей; при покупке имений давалось преимущество родственникам перед чужеродцами и т. п.
Существовали ещё имения, данные «до воли господарской», иногда они назывались в актах «поместьями». В государстве раздача поместий практиковалась в широких размерах как «до воли господарской», так и «на поживенье» или «у хлебокормленье», до очищения отчины, занятой неприятелем, «до живота» владельца и т. п. Имения, пожалованные во временное пользование, часто подтверждались «в вотчину». От несения военной службы владельцы имений освобождались только особыми привилеями, не исключая женщин и лиц, принимавших имения в «заставу», а потом поступавших в духовное звание. Имения, принадлежавшие исстари духовным учреждениям, были освобождены от службы; но с тех, которые были записаны на церковь мирянами, должна была, по статуту 1529 г., отбываться воинская служба.
Мелкими землевладельцами из князей и панов, боярами и земянами предводительствовали особые хоружие. Военная служба отбывалась землевладельцами на свой счёт, и только в редких случаях вел. князь давал им «вспоможенье».

## Служилые люди
К категории служилых людей относились т. н. грунтовые казаки. Данная корпорация состояла из служилых людей княжества Литовского, арендовавших у государства земельные наделы — «грунты» и нёсших за это личную воинскую службу — пограничную и драгунскую. Вместе с панцирными боярами они занимали промежуточное положение между крестьянством и шляхтой. По многим пунктам права казаков были схожи с правами шляхты.
О размерах земельных наделов грунтовых казаков можно судить по привилею, которым в 1625 году польский король Сигизмунд III пожаловал землёю казачью хоругвь Дорогобужского замка в пустошах по рекам Костря и Осьма. В хоругви было около 100 коней (в привилее ровно сто), на казака полагалось по 1-2 коня, на коня давали 4 волоки земли, что соответствовало 120 моргам или 80 десятинам (примерно 85 га). Здесь образовались казачьи деревни Вырья, Самцово, Николы, Городок, Подолки, Ботино, Губаново, Насоново, Ерошенки, Раменье, Maл. Деревенщики, Ярцово, Васино. Землю казаки обрабатывали сообща, общинами. В деревнях жили их потомки с фамилиями Булгаков, Головня, Козловский, Лецкевич, Лиховицкий, Переслегин, Пятович, Рубцов, Савицкий, Тереховский, Фроловский и др..